# George S. Morrison (diplomate)
Pour les articles homonymes, voir George Morrison.
 (juillet 2025).
Si vous disposez d'ouvrages ou d'articles de référence ou si vous connaissez des sites web de qualité traitant du thème abordé ici, merci de compléter l'article en donnant les références utiles à sa vérifiabilité et en les liant à la section « Notes et références ».
George S. Morrison (1830 ou 1831 - 20 août 1893) est un diplomate britannique.

## Biographie
Nommé premier consul britannique à Nagasaki au Japon, son arrivée dans ce pays fut retardée par l'ouverture du comptoir étranger le 1er juillet 1859, ainsi C. Pemberton Hodgson occupa sa place jusqu'à l'arrivée de Morrison le 6 août 1859. Ce dernier servit à ce poste jusqu'en décembre 1863. En deux ans, Morrison réglementa les conditions de vie des citoyens britanniques sur place, négocia les conditions de commerce entre les autorités japonaises et les établissements étrangers, fit des plans pour agrandir le consulat britannique et établit des directives pour le traité du port de Nagasaki basées sur une expérience antérieure en Chine. 
En octobre 1860, il embaucha le photographe suisse Pierre Rossier pour faire des clichés du port et le rémunéra 70 $. Dans une lettre datée du 13 octobre 1860, Morrison écrit : "... considérant que M. Rossier était occupé à d'autres choses, et que celles-ci l'occupaient pendant plusieurs jours... et comme il n'était pas un commerçant qui était ici pour vendre ses photographies, [je] n'était pas en position de négocier..." (70 $ était une somme importante).
Le travail de Morrison à Nagasaki fut interrompu lorsque lui et d'autres responsables britanniques furent attaqués par des samouraïs du domaine de Mito dans la nuit du 5 juillet 1861 à la légation britannique à Edo. Il partit pour l'Angleterre en automne pour récupérer.
Morrison retourna à Nagasaki en avril 1863, à une période où la situation des étrangers y était particulièrement dangereuse. Les responsables des domaines de Satsuma et de Chōshū défièrent le Bakufu (gouvernement japonais de l'époque) et menacèrent de tuer tous les étrangers présents dans les ports ouverts à l'extérieur par des traités. Morrison demanda des navires britanniques pour se protéger. La situation s'enfonçait de plus en plus dans la violence mais la probabilité d'une guerre ouverte du Japon contre l'occident n'était pas crédible (le Japon ayant un retard technologique très important). Morrison décida de quitter son poste pour des raisons de santé et retourna une bonne fois pour toutes en Angleterre. Des allégations d'un projet d'assassinat sur sa personne le convainquirent sûrement de prendre cette décision. 
Morrison meurt le 20 août 1893 à l'âge de 62 ans.